# Гротон (Коннектикут)
Гротон (англ. Groton) — город в США в штате Коннектикут. Расположен на реке Темс в округе Нью-Лондон. По данным на 2000 год в городе проживало 39 907 человек.
Гротон является центром производства подводных лодок компании Electric Boat Corporation, подразделения корпорации General Dynamics. Около половины подводных лодок для флота США производится именно здесь. Здесь на воду была спущена первая в мире атомная подводная — американская АПЛ USS Nautilus (SSN-571). В городе также расположены предприятия фармацевтического концерна Pfizer.

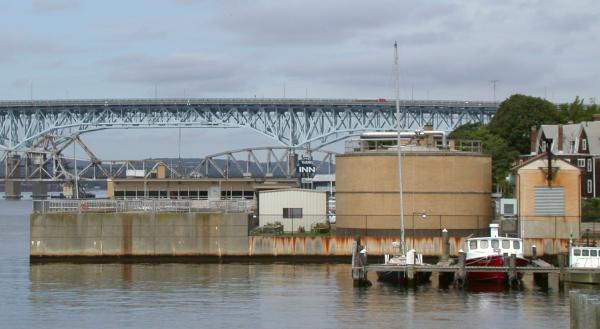
Мемориальный мост «Золотая Звезда» в городе Гротон

## Смотрите так же
- Шербур (Франция)
- Северодвинск (Россия)